# Cyborg Cop 2
Série
Cyborg Cop
(1993) Cyborg Cop 3
(1995)
Pour plus de détails, voir Fiche technique et Distribution.
Cyborg Cop 2 est un film américain réalisé par Sam Firstenberg, sorti en 1994. Il s'agit de la suite de Cyborg Cop. 

## Synopsis
Une nouvelle génération de cyborgs est née, plus dangereuse, plus puissante, plus intelligente que la précédente. Elle est capable de s'autogénérer, sans intervention humaine. Jamais, dans ses pires cauchemars, l'agent Jack Ryan n'aurait imaginé affronter de pareils ennemis.

## Fiche technique
- Titre : Cyborg Cop 2
- Titre original : Cyborg Cop II
- Réalisation : Sam Firstenberg
- Production : Yoram Globus et Menahem Golan
- Producteurs exécutifs : Boaz Davidson, Avi Lerner et Danny Lerner
- Scénario : Sam Firstenberg et Jon Stevens Alon
- Directeur de la photographie : Russell Carpenter
- Musique : Basil Poledouris
- Pays d'origine : États-Unis
- Langue : anglais
- Genre : Science-fiction, Action
- Couleur : couleur
- Durée : 90 minutes
- Date de sortie : 
  - États-Unis : 20 septembre 1994
- Interdit aux moins de 12 ans

## Distribution
- David Bradley  : Jack Ryan
- Amy Brenneman : Gloria Alvarez
- Dale Cutts : Capitaine Salerno
- Morgan Hunter : Spartacus / Starkraven
- Harrison Page : Michael

## Autour du film
Le tournage s'est déroulé à Los Angeles.

## Critique
Le scénario de John Stevens (à partir d'une histoire du réalisateur Firstenberg) est raisonnable et, combinée à la performance de Bradley, conserve le caractère de Ryan cohérente. Il est un héros d'action sympathique et charismatique. 
Le premier rôle féminin est le directeur adjoint de l'ATG, Liz McDowell (Pierce) mais elle fait équipe avec Ryan trop tard pour une véritable chimie à développer. 
Cyborg Cop II manque le lieu exotique du premier film (les deux ont été abattus en Afrique du Sud) et il manque la vilenie de camp de John Rhys-Davies. Il est principalement sauvé par Bradley - dans un sous-genre où un monde de Kickboxing Association ceinture est souvent considérée comme plus importante que la capacité d'agir, il est un véritable trésor. Bien sûr, il n'est pas flic cyborg réelle dans Cyborg Cop II, qui, en Amérique avait le titre plus pertinent Cyborg Soldier . Sur les deux côtés de l'Atlantique, le manchon vidéo réellement montré le cyborg du premier film! L'complètement déconnectée.
Cyborg Cop 3 suit un an plus tard.